# القندق

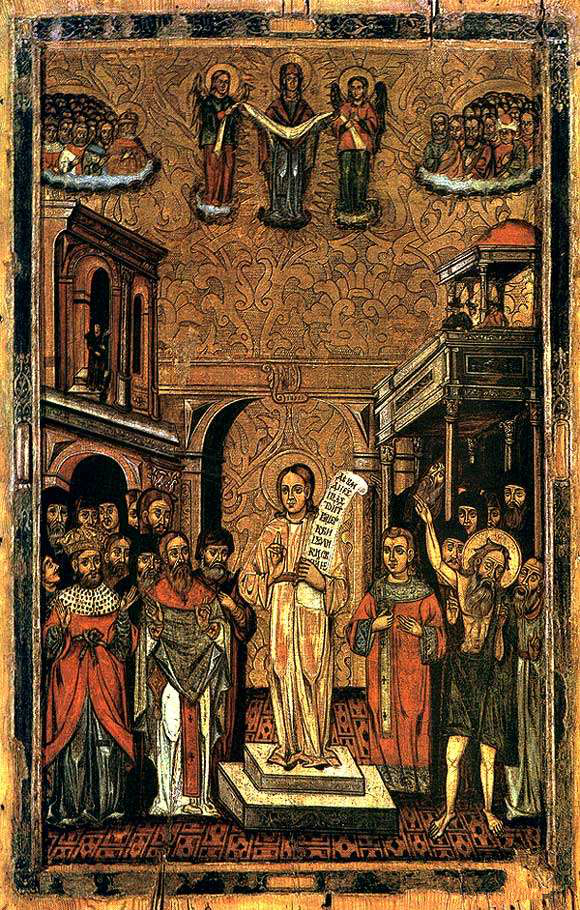

القنداق والجمع القناديق هو عند النصارى كتاب القداس وكتاب التقديس وقطعة من الصلاة منظومة. والكلمة يونانية أصلها قنداقيون على ما في المستدرك. ومعناها العصا، للتي تلف عليها الورقة الملفوفة.